# Ciîjivka, Izeaslav
Ciîjivka (în ucraineană Чижівка) este un sat în comuna Telijînți din raionul Izeaslav, regiunea Hmelnîțkîi, Ucraina.

## Demografie
Componența lingvistică a localității Ciîjivka
     Ucraineană (99,65%)
     Alte limbi (0,35%)
Conform recensământului din 2001, majoritatea populației localității Ciîjivka era vorbitoare de ucraineană (99,65%), existând în minoritate și vorbitori de alte limbi.